# 1644 Rafita
1644 Rafita eller 1936 YA är en asteroid i huvudbältet, som upptäcktes 16 december 1935 av den spanske astronomen Rafael C. Garrorena i Madrid. Asteroiden har fått sitt namn efter upptäckarens son Rafael Carrasco.
Asteroiden har en diameter på ungefär 13 kilometer. Den tillhör och har givit namn åt asteroidgruppen Rafita.